# × Renanthopsis
× Renanthopsis, viết tắt Rnthps trong ngành mua bán cây cảnh, là nothogenus cho giống lai liên gene giữa chi Phalaenopsis và Renanthera (Phal. x Ren.).